# توماس فرمایلن
توماس فرمایلن (هلندی: Thomas Vermaelen؛ زادهٔ ۱۴ نوامبر ۱۹۸۵) یک بازیکن فوتبال اهل بلژیک است که در پست مدافع  بازی می کرد.

## تیم ملی
وی سابقه بازی برای آرسنال را نیز در کارنامه دارد و از سال ۲۰۱۲ و بعد از انتقال رابین فان پرسی از آرسنال به منچستر یونایتد تا سال ۲۰۱۴ کاپیتان اول این تیم بود.

وی همچنین در تیم ملی فوتبال بلژیک بازی کرده‌است.